# Marcin Łazarz
Marcin Łazarz (ur. 29 stycznia 1983 w Białogardzie) – polski zawodnik mieszanych sztuk walki (MMA). Były mistrz brytyjskiej organizacji BAMMA w wadze półciężkiej z 2015 roku. W latach 2023-2024 mistrz polskiej organizacji FEN w wadze półciężkiej. Walczył także dla KSW, M-1 Challenge, Oktagon MMA czy Babilon MMA.

## Kariera MMA

### Pierwsze walki w Wielkiej Brytanii, mistrzostwo BAMMA
Karierę w zawodowym MMA rozpoczął 13 listopada 2010 roku, wygrywając ze Scottem Pattersonem jednogłośną decyzją. Kolejne 4 walki również zwyciężył.
Pierwszą porażkę poniósł 9 marca 2013 z Maxem Nunesem na gali BAMMA 12. Szwed rozbił Łazarza ciosami i łokciami w trzeciej rundzie.
W następnej walce stoczonej 29 czerwca 2013 podczas gali GWC: The British Invasion: U.S. vs. U.K. pokonał po jednogłośnej decyzji sędziów byłego mistrza UFC w wadze ciężkiej, Ricco Rodrigueza.
25 kwietnia 2015 zdobył pas brytyjskiej organizacji BAMMA w wadze półciężkiej, pokonując jednogłośnie na punkty Bretta McDermotta. 14 listopada 2015 w pierwszej obronie stracił tytuł na rzecz Szkota, Paula Craiga, który poddał Łazarza trójkątem nogami.
5 listopada 2016 w Białogardzie na gali Runda 6 pokonał jednogłośnie na punkty Wojciecha Janusza.

### KSW, Magnum FC i Babilon MMA
3 grudnia 2016 zadebiutował w Konfrontacji Sztuk Walki podczas gali KSW 37: Circus of Pain, mierząc się w pojedynku z Marcinem Wójcikiem, z którym przegrał przez duszenie gilotynowe w pierwszej rundzie.
11 marca 2017 w Rzymie na gali Magnum FC: Magnum Fighting Championship 1 poddał dźwignią na staw łokciowy w drugiej rundzie doświadczonego Kameruńczyka, Donalda Njataha Nya. Cenne zwycięstwo było awansem do półfinału turnieju Magnum FC, jednak przygoda Łazarza w tej federacji się zakończyła z nieujawnionych przyczyn.
18 sierpnia 2017 podczas pierwszej gali Babilon MMA w Międzyzdrojach po wyrównanej walce uległ na punkty Michałowi Fijałce w głównej walce wieczoru.

### Walki w Runda
24 lutego 2018 na gali Runda 7 poddał duszeniem zza pleców Adama Kowalskiego w drugiej rundzie.
23 listopada 2019 podczas gali Runda 9 udanie powrócił po dwóch porażkach z rzędu i na dystansie trzech rund wypunktował Piotra Kalenika.

### FEN, Oktagon MMA i niedoszły powrót do Babilon MMA
20 sierpnia 2020 w Ostródzie podczas gali FEN 29: Lotos Fight Night Ostróda, stoczył rewanżowy pojedynek z Adamek Kowalskim o pas mistrzowski FEN w wadze półciężkiej. W trzeciej rundzie Łazarz przypadkowo sfaulował Kowalskiego w oko, przez co ten nie mógł dalej walczyć, w związku z tym pojedynek został uznany za nieodbyty (no contest), a mistrz nie został wyłoniony.
Na gali FEN 32: Lotos Fight Night Warszawa pokonał po raz drugi decyzją jednogłośną Wojciecha Janusza.
4 marca 2022 czesko-słowacka organizacja Oktagon MMA ogłosiła, że podczas gali Oktagon Prime 5, która odbyła się 26 marca Šamorínie, dojdzie do starcia Brazylijczyka, Rafaela Xaviera z Marcinem Łazarzem. Walkę po trzech rundach na kartach sędziowskich zwyciężył decyzją jednogłośną zawodnik z Kraju Kawy.
28 października 2022 miał zawalczyć w walce wieczoru gali Babilon MMA 31, konfrontując się z mistrzem Łukaszem Sudolskim o pas tej federacji w kategorii półciężkiej. 11 października ogłoszono, że pojedynek wypadł z karty walk przez kontuzję Sudolskiego.

### FNC i dalsze walki w FEN
23 grudnia 2022 na chorwackiej gali FNC 9 stoczył walkę z Matejem Batiniciem pod szyldem federacji Fight Nation Championship. Pojedynek po trzech pełnych rundach niejednogłośnie (28:29, 28:29, 29:28) zwyciężył Chorwat.
Podczas gali FEN 44: Orlen Paliwa Fight Night, która odbyła się 28 stycznia 2023 w Ostrowie Wielkopolskim zmierzył się z Bartoszem Szewczykiem. Zwyciężył przed niejednogłośną decyzję sędziów, którzy punktowali 2x 29-28, 28-29 na jego korzyść.
W głównej walce wieczoru jubileuszowej gali FEN 50: Tauron Fight Night, którą stoczył 2 września 2023 w Gliwicach zdobył pas Fight Exclusive Night w kategorii półciężkiej, nokautując już w pierwszej rundzie ówczesnego mistrza Edera de Souzę.
Do pierwszej obrony tytułu FEN wagi półciężkiej przystąpił 17 lutego 2024 w Ostrowie Wielkopolskim podczas wydarzenia FEN 52, gdzie podjął w rewanżowym starciu Bartosza Szewczyka. Tuż przed końcem trzeciej rundy został znokautowany kopnięciem na wątrobę, tracąc mistrzowski tytuł.

### Powrót do Babilon MMA
W powrocie do federacji Babilon MMA stoczył trzeci pojedynek z Adamem Kowalskim. Do tzw. trylogii zawodników doszło 7 grundnia 2024 w Ożarowie Mazowieckim na jubileuszowej gali Babilon MMA 50. Łazarz już w pierwszej rundzie znokautował rywala uderzeniami.
18 lipca 2025 podczas walki wieczoru gali Babilon MMA 53 w Międzyzdrojach, skrzyżował rękawice z byłym sztangistą, Szymonem Kołeckim. Łazarz w drugiej rundzie znokautował rywala ciosami młotkowymi w parterze.

## Walki w boksie
8 marca 2024 w Dhace stoczył debiutancki pojedynek bokserki. Jego rywalem był Banglijczyk, Shah Kamali. Szermierka na pięści zakończyła się większościowym remisem.
Po ponad rocznej przerwie Łazarz stoczył drugą walkę na zasadach boksu, jednak zamiast rękawic bokserskich zawalczył w tych do MMA oraz zamiast ringu bokserskiego wszedł do oktagonu. Jego rywalem był doświadczony zawodnik MMA, Michał Gutowski. Do ich starcia doszło 29 marca 2025 na gali DWM Fight Night 3 w Białogardzie. Łazarz znokautował rywala w trzeciej rundzie.

## Osiągnięcia

### Mieszane sztuki walki
- BAMMA
  - 2015: Mistrz BAMMA w wadze półciężkiej[2]
- Magnum Fighting Championship
  - 2017: Ćwierćfinalista turnieju Magnum FC[16]
- Fight Exclusive Night
  - 2023-2024: Mistrz FEN w wadze półciężkiej[3][4]

## Lista zawodowych walk w MMA
| Wynik     | Bilans    | Przeciwnik (bilans przed walką) | Rozstrzygnięcie                                         | Runda | Czas | Gala                                                           | Data       | Miejsce             | Uwagi                                                                                         |
| --------- | --------- | ------------------------------- | ------------------------------------------------------- | ----- | ---- | -------------------------------------------------------------- | ---------- | ------------------- | --------------------------------------------------------------------------------------------- |
| Wygrana   | 17-10 (1) | Szymon Kołecki (12-1)           | TKO (ciosy młotkowe w parterze)                         | 2     | 3:48 | Babilon MMA 53: Kołecki vs. Łazarz                             | 18.07.2025 | Międzyzdroje        | Main Event                                                                                    |
| Wygrana   | 16-10 (1) | Adam Kowalski (15-7-1. 1 NC)    | TKO (prawy sierpowy i ciosy pięściami)                  | 1     | 1:18 | Babilon MMA 50: Mendlewski vs. Lamparski                       | 07.12.2024 | Ożarów Mazowiecki   |                                                                                               |
| Przegrana | 15-10 (1) | Bartosz Szewczyk (7-2-1)        | KO (kopnięcie na wątrobę)                               | 3     | 4:59 | FEN 52: Łazarz vs. Szewczyk 2                                  | 17.02.2024 | Ostrów Wielkopolski | Stracił pas mistrzowski FEN w wadze półciężkiej. Main Event                                   |
| Wygrana   | 15-9 (1)  | Eder de Souza (19-9)            | KO (lewy sierpowy)                                      | 1     | 4:36 | FEN 50: Tauron Fight Night                                     | 02.09.2023 | Gliwice             | Zdobył pas mistrzowski FEN w wadze półciężkiej. Bonus za nokaut wieczoru. Main Event          |
| Wygrana   | 14-9 (1)  | Bartosz Szewczyk (5-1)          | Decyzja (niejednogłośna)                                | 3     | 5:00 | FEN 44: Orlen Paliwa Fight Night                               | 28.01.2023 | Ostrów Wielkopolski |                                                                                               |
| Przegrana | 13-9 (1)  | Matej Batinić (17-5)            | Decyzja (niejednogłośna)                                | 3     | 5:00 | FNC 9                                                          | 23.12.2022 | Sisak               | Co-Main Event                                                                                 |
| Przegrana | 13-8 (1)  | Rafael Xavier (10-6)            | Decyzja (jednogłośna)                                   | 3     | 5:00 | Oktagon Prime 5: Kertész vs. Veličković                        | 26.03.2022 | Šamorín             | Debiut w Oktagon MMA.                                                                         |
| Wygrana   | 13-7 (1)  | Wojciech Janusz (10-5)          | Decyzja (jednogłośna)                                   | 3     | 5:00 | FEN 32: Lotos Fight Night Warszawa                             | 20.02.2021 | Warszawa            | Eliminator do walki o pas mistrzowski FEN w wadze półciężkiej.                                |
| Nieodbyta | 12-7 (1)  | Adam Kowalski (12-5-1)          | No contest (przypadkowy faul w oko w wykonaniu Łazarza) | 3     | 3:57 | FEN 29: Lotos Fight Night Ostróda                              | 20.08.2020 | Ostróda             | Main Event. Pojedynek o pas mistrzowski FEN w wadze półciężkiej. Mistrz nie został wyłoniony. |
| Wygrana   | 12-7      | Piotr Kalenik (7-3)             | Decyzja (jednogłośna)                                   | 3     | 5:00 | Runda 9: Łazarz vs. Kalenik                                    | 23.11.2019 | Białogard           | Main Event                                                                                    |
| Przegrana | 11-7      | Dmitrij Tebekin (9-4)           | Decyzja (jednogłośna)                                   | 3     | 5:00 | M-1 Challenge 101: Bogatow vs. Silva                           | 26.01.2019 | Harbin              |                                                                                               |
| Przegrana | 11-6      | Iwan Sztyrkow (12-0)            | Decyzja (jednogłośna)                                   | 3     | 5:00 | Russian Cagefighting Championship – RCC 2: Battles in the Cage | 24.02.2018 | Czelabińsk          | Main Event                                                                                    |
| Wygrana   | 11-5      | Adam Kowalski (9-3-1)           | Poddanie (duszenie zza pleców)                          | 2     | 4:59 | Runda 7: Łazarz vs. Kowalski                                   | 11.11.2017 | Białogard           | Main Event                                                                                    |
| Przegrana | 10-5      | Michał Fijałka (15-6-1)         | Decyzja (jednogłośna)                                   | 3     | 5:00 | Babilon MMA 1: Seaside Fight                                   | 18.08.2017 | Międzyzdroje        | Debiut w Babilon MMA. Main Event                                                              |
| Wygrana   | 10-4      | Donald Njatah Nya (17-7)        | Poddanie (dźwignia na staw łokciowy)                    | 2     | 3:56 | Magnum FC: Magnum Fighting Championship 1                      | 11.03.2017 | Rzym                | Ćwierćfinał turnieju Magnum FC.                                                               |
| Przegrana | 9-4       | Marcin Wójcik (9-4)             | Poddanie (duszenie gilotynowe)                          | 1     | 3:43 | KSW 37: Circus of Pain                                         | 03.12.2016 | Kraków              | Debiut w KSW.                                                                                 |
| Wygrana   | 9-3       | Wojciech Janusz (4-2)           | Decyzja (jednogłośna)                                   | 3     | 5:00 | Runda 6 : Łazarz vs. Janusz                                    | 05.11.2016 | Białogard           | Main Event                                                                                    |
| Przegrana | 8-3       | Maksim Griszin (21-6)           | Decyzja (jednogłośna)                                   | 3     | 5:00 | WFCA 17: Grand Prix Akhmat                                     | 09.04.2016 | Grozny              | Main Event                                                                                    |
| Przegrana | 8-2       | Paul Craig (7-0)                | Poddanie (duszenie trójkątne nogami)                    | 1     | 3:51 | BAMMA 23: Night of Champions                                   | 14.11.2015 | Birmingham          | Stracił pas mistrza BAMMA w wadze półciężkiej.                                                |
| Wygrana   | 8-1       | Brett McDermott (4-1)           | Decyzja (jednogłośna)                                   | 3     | 5:00 | BAMMA 20: McDermott vs. Łazarz                                 | 25.04.2015 | Birmingham          | Zdobył pas mistrza BAMMA w wadze półciężkiej.                                                 |
| Wygrana   | 7-1       | Krzysztof Pietraszek (4-1)      | TKO (kontuzja ręki)                                     | 1     | 5:00 | Runda 4: Łazarz vs. Pietraszek                                 | 25.10.2014 | Białogard           | Main Event                                                                                    |
| Wygrana   | 6-1       | Ricco Rodriguez (51-19)         | Decyzja (jednogłośna)                                   | 3     | 5:00 | GWC: The British Invasion: U.S. vs. U.K.                       | 29.06.2013 | Kansas City         |                                                                                               |
| Przegrana | 5-1       | Max Nunes (9-0)                 | TKO (ciosy pięściami i łokciami)                        | 3     | 1:12 | BAMMA 12: Wallhead vs. Veach                                   | 09.03.2013 | Newcastle upon Tyne |                                                                                               |
| Wygrana   | 5-0       | Sam Mensah (4-1)                | Poddanie (dźwignia na staw łokciowy)                    | 1     | 4:16 | BAMMA 11: Marshman vs. Foupa-Pokam                             | 01.12.2012 | Birmingham          | Debiut w BAMMA.                                                                               |
| Wygrana   | 4-0       | Neil Bittong (0-1)              | TKO (kontuzja kolana)                                   | 2     | 5:00 | WFC 3: Cage Fighting                                           | 03.09.2011 | Londyn              |                                                                                               |
| Wygrana   | 3-0       | Pawieł Doroftiej (8-1)          | Decyzja (jednogłośna)                                   | 3     | 5:00 | WFC 2: Bad Boys                                                | 09.07.2011 | Londyn              |                                                                                               |
| Wygrana   | 2-0       | Joe Denney (0-0)                | Poddanie (duszenie zza pleców)                          | 1     | 1:55 | UWC 15: Rage                                                   | 01.04.2011 | Southend-on-Sea     |                                                                                               |
| Wygrana   | 1-0       | Scott Patterson (0-0)           | Decyzja (jednogłośna)                                   | 3     | 5:00 | Ultimate Combat Trials 1: Ignite                               | 13.11.2010 | Harlow              | Debiut w zawodowym MMA.                                                                       |

## Lista zawodowych walk w boksie
| Wynik   | Bilans | Przeciwnik (bilans przed walką) | Rozstrzygnięcie         | Runda | Czas | Gala              | Data       | Miejsce   | Uwagi                                                      |
| ------- | ------ | ------------------------------- | ----------------------- | ----- | ---- | ----------------- | ---------- | --------- | ---------------------------------------------------------- |
| Wygrana | 1-0-1  | Michał Gutowski (0-0)           | KO (prawy prosty)       | 3     | 2:20 | DWM Fight Night 3 | 29.03.2025 | Białogard | Limit umowny -98 kg. Walka w rękawicach do MMA. Main Event |
| Remis   | 0-0-1  | Shah Kamali (0-0)               | Decyzja (większościowa) | 4     | 3:00 | The Greatest Show | 08.03.2024 | Dhaka     | Debiut w zawodowym boksie.                                 |